# Software de productividad

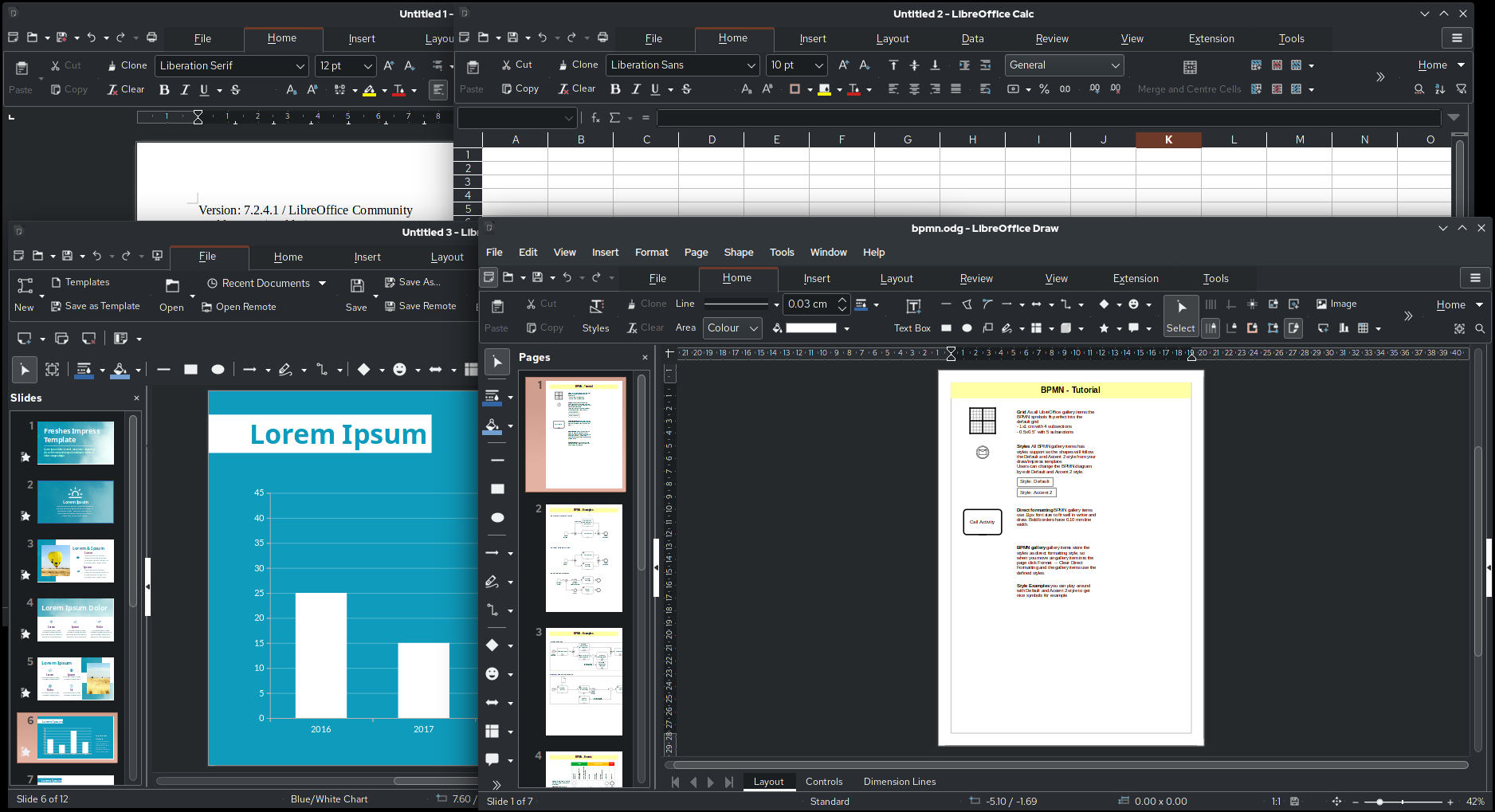
Captura de pantalla del programa de computadora LibreOffice 7.2.4.1 y sus herramientas Writer, Calc, Impress, and Draw.

El software de productividad (también llamado software de productividad personal o software de productividad de oficina) es un software de aplicación utilizado para producir información (como documentos, presentaciones, hojas de cálculo, bases de datos, gráfica, infográficos, pinturas digitales, música electrónica y vídeo digital). Su nombre surgió a raíz del aumento de la productividad, especialmente de los trabajadores de cuello blanco, desde los mecanógrafos hasta los trabajadores del conocimiento, aunque su alcance es ahora más amplio. Las suites ofimáticas, que llevaron a los ordenadores los procesadores de textos, hojas de cálculo y bases de datos relacionales en la década de los ochenta, son el ejemplo principal del software de productividad. Revolucionaron la oficina por la magnitud del aumento de la productividad que aportaron en comparación con los entornos de oficina anteriores a la década de los ochenta, con máquinas de escribir, archivos de papel y listas y libros de contabilidad escritos a mano. En la década de 2010, el software de productividad se ha convertido en algo aún más consumista de lo que ya era, a medida que la informática se integra más en la vida personal cotidiana.

## Detalles
Tradicionalmente, el software de productividad se ejecuta directamente en un ordenador; por ejemplo, el modelo Commodore Plus/4 contenía una memoria ROM para aplicaciones de software de productividad. El software de productividad es una de las razones por las que la gente utiliza los ordenadores personales.

## Suiteofimática
Una suite ofimática es un conjunto de software de productividad (una suite de software) destinado a ser utilizado por los trabajadores de oficina. Los componentes suelen distribuirse juntos, tienen una interfaz de usuario coherente y normalmente pueden interactuar entre sí, a veces de formas que el sistema operativo no permitiría normalmente, la suite ofimática más usada es Microsoft Office.
La primera suite ofimática para ordenadores personales fue Starburst a principios de la década de los ochenta, que incluía el procesador de textos WordStar, la hoja de cálculo CalcStar y el software de base de datos DataStar. Otras suites surgieron en la década de los ochenta, y Microsoft Office llegó a dominar el mercado en la década de los noventa, posición que mantiene en 2022.

### Componentes del paquete ofimático
Los componentes fundamentales de las suites ofimáticas son:
- Procesador de textos
- Hoja de cálculo
- Programa de presentación

Otros componentes son:
- Software de base de datos
- Paquete de gráficos (editor de gráficos rasterizados, editor de gráficos vectoriales, visor de imágenes)
- Software de autoedición
- Editor de fórmulas matemáticas
- Software de diagramas.
- Cliente de correo electrónico
- Software de comunicación
- Software de gestión documental
- Gestión de información personal
- Software de toma de notas
- Software colaborativo
- Software de administración de proyectos
- Software de análisis de registros web